# 下間頼旦
下間 頼旦（しもつま らいたん、生年不詳 - 天正2年9月29日（1574年10月13日））は、戦国時代の本願寺の武将、僧侶。頼且、頼継、頼達とも。豊前守。三位法橋。

## 生涯

### 長島一向一揆の指導者
元亀元年（1570年）、織田信長からの本願寺明け渡しの要求に反発した石山本願寺第十一世法主顕如は全国の本願寺門徒に檄文を飛ばし、石山合戦を勃発させた。その折に伊勢国の願証寺に顕如の命で現地の指導にあたらせる為に派遣された人物の一人が頼旦であった。
頼旦は現地に入った僧の中でも高い権限を与えられた地位にあり、長島入りすると下間頼成と共に門徒を率いて同年11月21日に織田信興（信長の弟）が守る尾張の古木江城を尾張弥富の服部党や現地の農民らが合流した大軍で攻め立て敗死させ、古木江城を支配下に収めた。

### 第一次長島侵攻
元亀2年（1571年）、織田信長は長島一向一揆を殲滅するべく50,000人余りの大軍をもって長島に攻め寄せる。これに対し頼旦は中洲が多く大軍の利を生かしにくい長島の地形を生かした防戦を展開。篠橋砦・符丁田砦・森島砦らに紀伊の雑賀衆・地侍・門徒を配して織田軍を待ち構えた。この一戦では特に西河岸の太田口から中洲を渡って砦へと取り付こうとした柴田勝家率いる美濃衆に砦や山から鉄砲・弓などの一斉射撃を浴びせ甚大な打撃を与え、退却しようとした柴田軍に更に追撃を加えて勝家を負傷させ、柴田軍と入れ替わりで殿を務めた氏家卜全を敗死させる戦果を挙げ、織田軍の撃退に成功した。

### 最期
しかしながら織田軍は諦めず、天正元年（1573年）第二次長島侵攻では長島の周囲で協力的であった豪族の諸城が全て攻略されるなど力を削がれ、続く天正2年（1574年）の第三次長島侵攻では織田軍の総勢80,000人の大軍に各砦は個別に攻囲され連携を断たれてしまい、籠城以外に取る手段が無くなった。海陸の流通も織田軍に押えられた長島は徐々に兵糧が尽きて飢餓に苦しめられた。
こうした状況の中で同年9月25日、頼旦は織田軍に「長島に篭もる者の助命」を条件に開城を願いでて、信長が了解したのでついに降服した。しかしこれは信長の謀略で、9月29日に城の明け渡しのために城から出たとき、頼旦は織田軍の銃の一斉射撃を受けて周辺の門徒ともども射殺された。